# Józef Unierzyski
Józef Unierzyski (ur. 20 grudnia 1863 w Milewie, zm. 29 grudnia 1948 w Krakowie) – polski malarz, od 1891 profesor rysunku Szkoły Sztuk Pięknych w Krakowie, uczeń i zięć Jana Matejki, małżonek jego córki Heleny.

## Życiorys
Studia artystyczne rozpoczął w warszawskiej Szkole Rysunkowej Wojciecha Gersona i Aleksandra Kamińskiego. Dzięki stypendium Towarzystwa Zachęty Sztuk Pięknych, przyznanemu w 1883, kontynuował studia w Monachium oraz we Włoszech w „Scuola libera” przy rzymskiej Akademii Sztuk Pięknych. W latach 1884–1889 studiował w krakowskiej Szkole Sztuk Pięknych m.in. u Jana Matejki.
W krakowskiej Szkole Sztuk Pięknych od 15 października 1889 piastował stanowisko zastępcy asystenta, następnie od 14 kwietnia 1891 – stanowisko asystenta, aby 1 grudnia 1892 zostać nauczycielem IX klasy. 6 maja 1897 został zatwierdzony na stanowisko nauczyciela. W latach akademickich 1895/1896 – 1908/1909 prowadził szkołę rysunku. Na własną prośbę przeszedł na emeryturę z dniem 16 czerwca 1909. W okresie od 1 października 1915 do 30 czerwca 1916 prowadził rysunek wieczorny w formie pracy zleconej.

## Twórczość

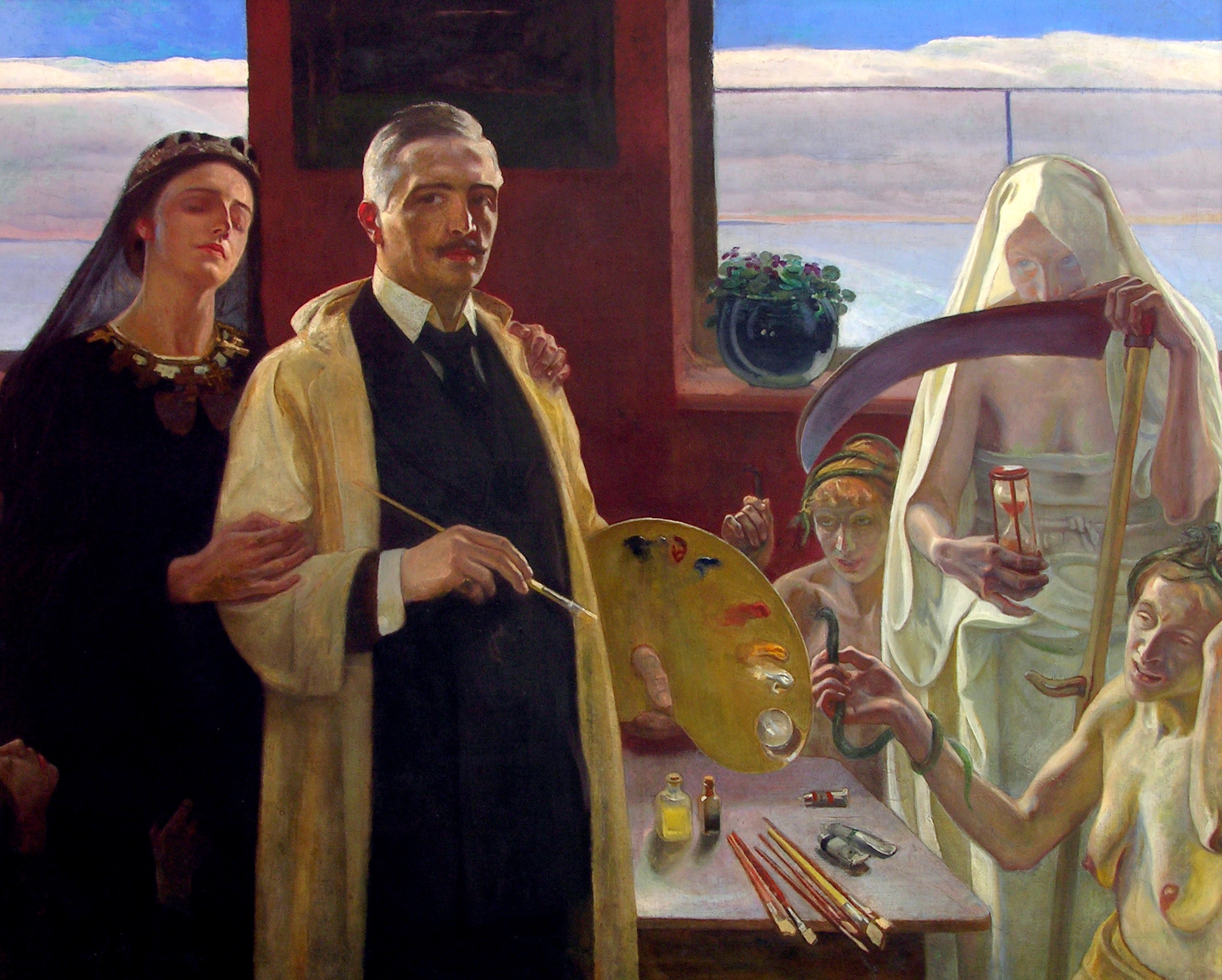
Autoportret z harpiami (1916; Muzeum Mazowieckie w Płocku)

Unierzyski przez cały okres twórczości był wierny malarstwu akademickiemu, pozostał obojętny na modernistyczne prądy w malarstwie. Malował obrazy treści religijnej i mitologicznej oraz portrety. Nie obca mu była również tematyka historyczna, tematy alegoryczno-symboliczne czy portrety ludowe.
W zbiorach Muzeum Narodowego w Krakowie znajduje się najbardziej znany i najczęściej eksponowany obraz Józefa Unierzyskiego „Zdjęcie z krzyża” z roku 1887.

### Muzea mające w swoich zbiorach prace Józefa Unierzyskiego
- Muzeum Narodowe w Warszawie
- Muzeum Narodowe w Krakowie
- Muzeum w Bielsku-Białej
- Muzeum Mazowieckie w Płocku
- Muzeum Historyczne Miasta Krakowa
- Muzeum Szlachty Mazowieckiej w Ciechanowie

### Obiekty sakralne, w których znajdują się obrazy Unierzyskiego

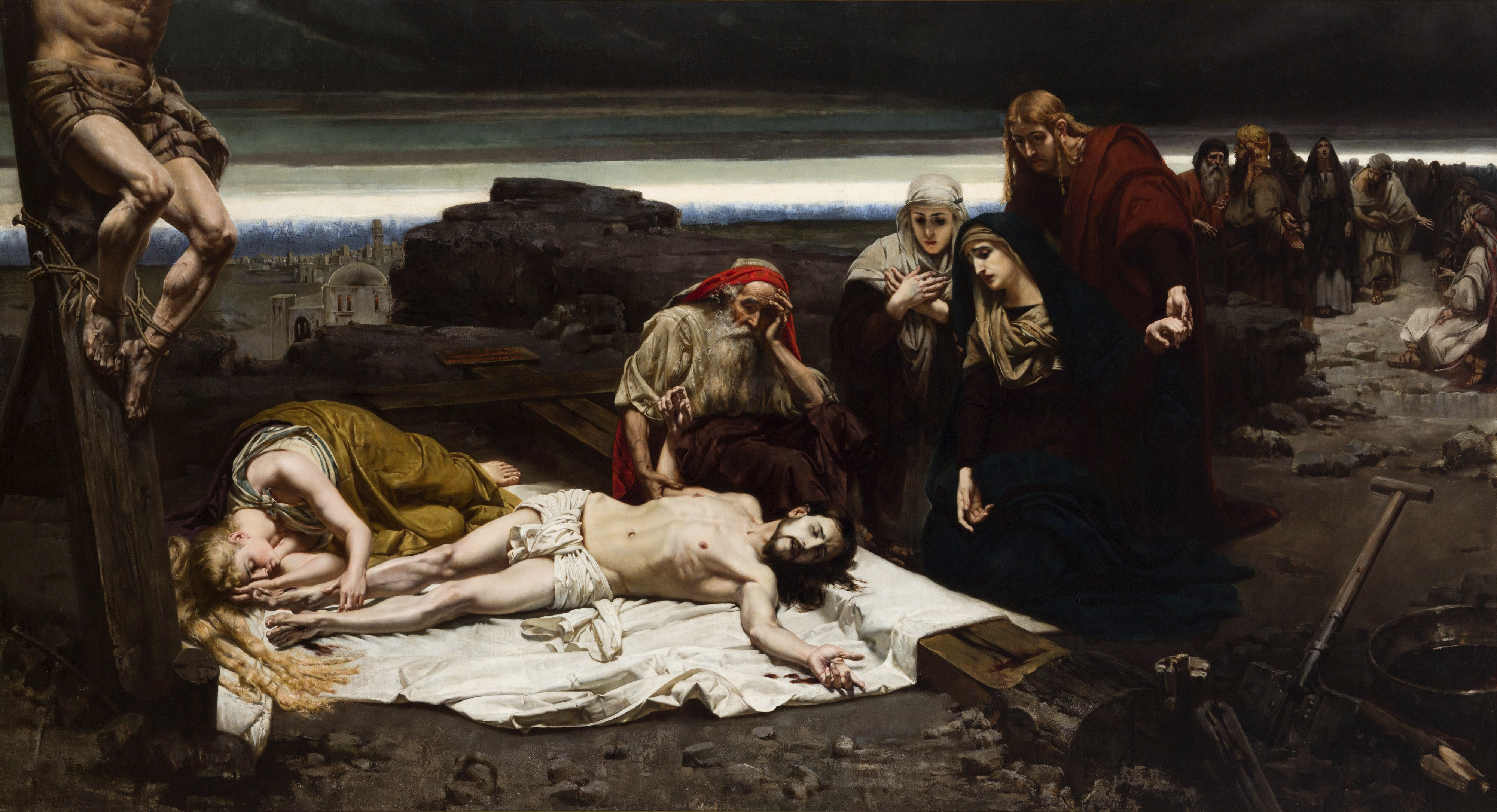
Zdjęcie z krzyża (1887; Muzeum Narodowe w Krakowie)

- Klasztor przy Parafii Chrystusa Króla – Kraków – Przegorzały
- Kościół Niepokalanego Poczęcia Najświętszej Maryi Panny w Katowicach

W kościele znajduje się Cykl Maryjny powstały w latach 1928–30 na zamówienie ks. Emila Szramka. Stanowi go sześć dużych obrazów po obu stronach nawy głównej o tytułach: „Zwiastowanie”, „Ucieczka do Egiptu”, „Matka Boska Bolesna”, „Regina Pacis”, „Panna Można”, „Hołd Górnego Śląska”
- Kościół św. Augustyna i św. Jana Chrzciciela w Krakowie – obraz „Serce Jezusa”
- Kościół parafialny pod wezwaniem św. Mikołaja Biskupa w Lubzinie – obraz „Święta Teresa”

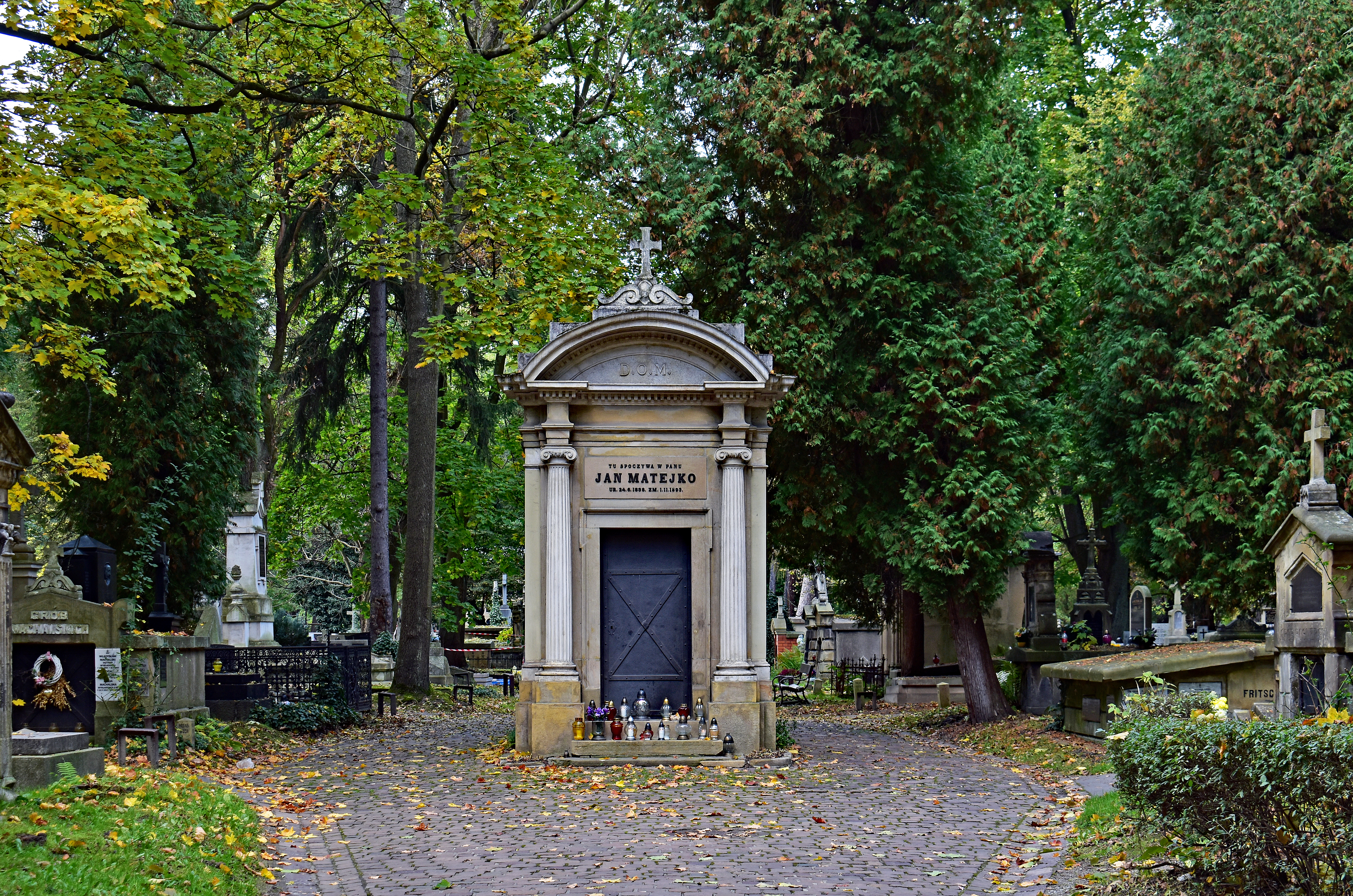
Grobowiec Matejków na cmentarzu Rakowickim, w którym spoczywa Józef Unierzyski